# 租税特別措置の適用状況の透明化等に関する法律
租税特別措置の適用状況の透明化等に関する法律（そぜいとくべつそちのてきようじょうきょうのとうめいかとうにかんするほうりつ、平成22年3月31日法律第8号）は、租税特別措置に関し、適用の実態を把握するための調査およびその結果の国会への報告等の措置を定めることにより、適用の状況の透明化を図るとともに、適宜、適切な見直しを推進し、もって国民が納得できる公平で透明性の高い税制の確立に寄与することに関する日本の法律である。
所管官庁は、制度の立案に関しては財務省主税局。

## 概説
租税特別措置法によりさまざまな税の減免が行われているが、「租税特別措置の中には適用実績の把握や効果の検証が十分とは言えないものも少なからずありまして、まずは、適用実態を明らかにするとともに、その効果を検証できる仕組みを構築する」として平成22年税制改正の一部として制定された。地方税については、同じ平成22年税制改正において地方税法に追加された「第8章地方税における税負担軽減措置等の適用状況等に関する国会報告」で同様の規定がされている。
法人税関係特別措置（減収効果のあるもの）の適用を受ける法人は、適用額明細書を法人税申告書に添付しなければならない（第3条）とされ、これを集計して毎年適用実態調査の結果に関する報告書の作成及び提出することになっている。